# 25864 Banič
25864 Banič è un asteroide della fascia principale. Scoperto nel 2000, presenta un'orbita caratterizzata da un semiasse maggiore pari a 3,0872259 UA e da un'eccentricità di 0,0772069, inclinata di 3,04221° rispetto all'eclittica.